# Virginia DeMarce
Virginia Easley DeMarce (* 28. November 1940) ist eine US-amerikanische Historikerin, deren Hauptgebiet die Frühe Neuzeit in Europa ist. Sie betätigt sich auch als Science-Fiction-Autorin in der 1632-Reihe. Sie betrieb auch genealogische Forschungen über die Herkunft der Melungeons.

## Biografie
DeMarce erhielt ihren Ph.D. in früher europäischer Geschichte im Jahr 1967 an der Stanford University. Ihre Dissertation schrieb sie über den Bauernkrieg. Im Anschluss hatte sie für 15 Jahre einen Lehrstuhl an der Northwest Missouri State University und danach an der George Mason University und veröffentlichte ihr erstes Buch über deutsche Siedler in Kanada nach der amerikanischen Revolution.
Durch ihre Arbeiten in Sozialgeschichte und Demografie wurde sie Präsidentin der National Genealogical Society von 1988 bis 1989. Danach arbeitete sie einige Jahre in der Administration des SHPO und arbeitete mit dem Bureau of Indian Affairs sowie dem Innenministerium der Vereinigten Staaten zusammen. DeMacre lebt in Arlington, Virginia und hat drei Kinder sowie fünf Enkelkinder.

## Bibliografie
Neben ihren Lehrbüchern über europäische Geschichte, der Genealogie und bibliografischer Werke über die frühe Geschichte der Vereinigten Staaten, schrieb sie auch am 1632 Projekt von Eric Flint mit. Sie gehört zum Stab der Entscheidungsträger innerhalb dieses Projekts und steuert somit die Zusammenarbeit der Autoren und Koordination der zu veröffentlichten Geschichten mit.

### Kurzgeschichten
- Biting Time
- The Rudolstadt Colloquy in Grantville Gazette I
- Pastor Kastenmayer’s Revenge in Grantville Gazette III
- Til We Meet Again in Grantville Gazette IV
- Murphy’s Law in Grantville Gazette V
- A Gift from the Duchess in Ring of Fire II
- Second Thoughts in Ring of Fire II

### Romane
- 1634: The Ram Rebellion (mit Eric Flint und Paula Goodlett)
- 1634: The Bavarian Crisis (mit Eric Flint)
- 1635: The Dreeson Incident, 2008 (mit Eric Flint)
- 1635: The Tangled Web, 2009

### Sachbücher
- The Settlement of Former German Auxiliary Troops in Canada After the American Revolution Publisher: Lost in Canada, 1984, ISBN 978-0-916849-02-3
- “Verry Slitly Mixt”: Tri-Racial Isolate Families of the Upper South – A Genealogical Study, 1992
- Looking at Legends – Lumbee and Melungeon: Applied Genealogy and the Origins of Tri-Racial Isolate Settlements, 1993
- The Melungeons: Resurrection of a Proud People, 1996